# Bodyshop
Pour plus de détails, voir Fiche technique et Distribution.
Bodyshop est un film hongkongais réalisé par Scud, sorti en 2022.

## Synopsis
Un fantôme prend possession de corps d'hommes engagés dans une relation sexuelle. À Hong Kong, il rencontre son âme sœur au milieu des manifestations.

## Fiche technique
- Titre : Bodyshop
- Réalisation : Scud
- Scénario : Scud
- Photographie : Meteor Cheung
- Montage : GJames Cheung
- Production : Scud
- Société de production : Artwalker
- Pays :  Hong Kong
- Genre : Drame et fantastique
- Durée : 89 minutes
- Dates de sortie : 
  -  Hong Kong : 19 septembre 2022 (Festival du film lesbien et gay de Hong Kong)
  -  Taïwan : 7 avril 2023

## Distribution
- Adonis He
- Joe Leung : Joe, employé de Bodyshop
- Daniel Benjmin : Daniel
- Yu Hao Huang : Fish, le spécialiste de l'épilation
- Daluy : Duluy, le petit ami de fish
- Invanz : Touya
- Eriks Nguyen : Erik, le coiffeur
- Emerson Arevalo
- Simon Athena
- Nicky Bunyarit
- Peace Chiang
- Ron Heung
- Karen Huang
- Eric Kot
- Derek Lai
- Tank Liu
- MoneyBaby
- Tony Nguyen
- Teslin
- Lina Tsai
- Christopher Tsang
- Fiona Wang
- Ezoe Yuya
- Wes Zheng
- Canto Zhou

## Distinctions
Le film a été présenté dans de nombreux festivals :
- Festival du film lesbien et gay de Hong Kong 2022[1]
- Reeling: The Chicago LGBTQ+ International Film Festival 2022[1]
- Festival international du film de Rotterdam 2023[2]
- L'Étrange Festival 2023[3]